# Élan vital
L'élan vital (expressió francesa) és un concepte introduït pel filòsof Henri Bergson a la seva obra L'évolution créatrice (literalment: L'evolució creadora), que es pot traduir com «força o impuls vital». És una força hipotètica que causaria l'evolució i el desenvolupament dels organismes. Élan vital és una traducció literal del que el filòsof americà Ralph Waldo Emerson va anomenar vital force.